# Sergei Pareiko
Sergei Pareiko (Tallin, Estonia, 31 de enero de 1977) es un exfutbolista estonio que jugaba como arquero. Su último equipo fue el Levadia Tallinn de la Meistriliiga. También jugó para la selección de fútbol de Estonia.

## Carrera
En Estonia, Pareiko jugó para el Sadam Tallinn, antes de trasladarse a Rusia en 2001, cuando firmó con el Rotor Volgograd. Después del descenso, Pareiko se trasladó al Tom Tomsk.
Al final de la temporada 2009 Pareiko fue nombrado el Jugador del Año del club Tom Tomsk, compartiendo este título con Đorđe Jokić. A finales de 2010, el Celtic se interesó en él. Pareiko se quedó en el banquillo durante el último partido de la temporada, abandonando el club el 25 de diciembre.
El 8 de febrero de 2011 Pareiko se fue al Wisła Kraków. Ganó la Ekstraklasa en su temporada de debut. Pareiko terminó tercero en la votación del Futbolista del Año en 2011.

## Clubes
| Club                  | País    | Temporada |
| --------------------- | ------- | --------- |
| Vigri Tallinn         | Estonia | 1992-1993 |
| Sadam Tallinn         | Estonia | 1993-1998 |
| Casale Calcio         | Italia  | 1998-1999 |
| Levadia Tallinn       | Estonia | 1999-2000 |
| Rotor Volgograd       | Rusia   | 2001-2004 |
| Tom Tomsk             | Rusia   | 2005-2010 |
| Wisła Kraków          | Polonia | 2010-2013 |
| Volga Nizhni Nóvgorod | Rusia   | 2013-2015 |
| Levadia Tallinn       | Estonia | 2015      |

## Palmarés

### Sadam Tallinn
- Copa de Estonia: 1995-96, 1996-97
- Supercopa de Estonia: 1997

### Casale Calcio
- Coppa Italia Dilettanti: 1998–99

### Levadia Tallinn
- Meistriliiga: 1999, 2000
- Copa de Estonia: 1999-00
- Supercopa de Estonia: 1999, 2000

### Wisła Kraków
- Ekstraklasa: 2010-11